# Sewerosapaden

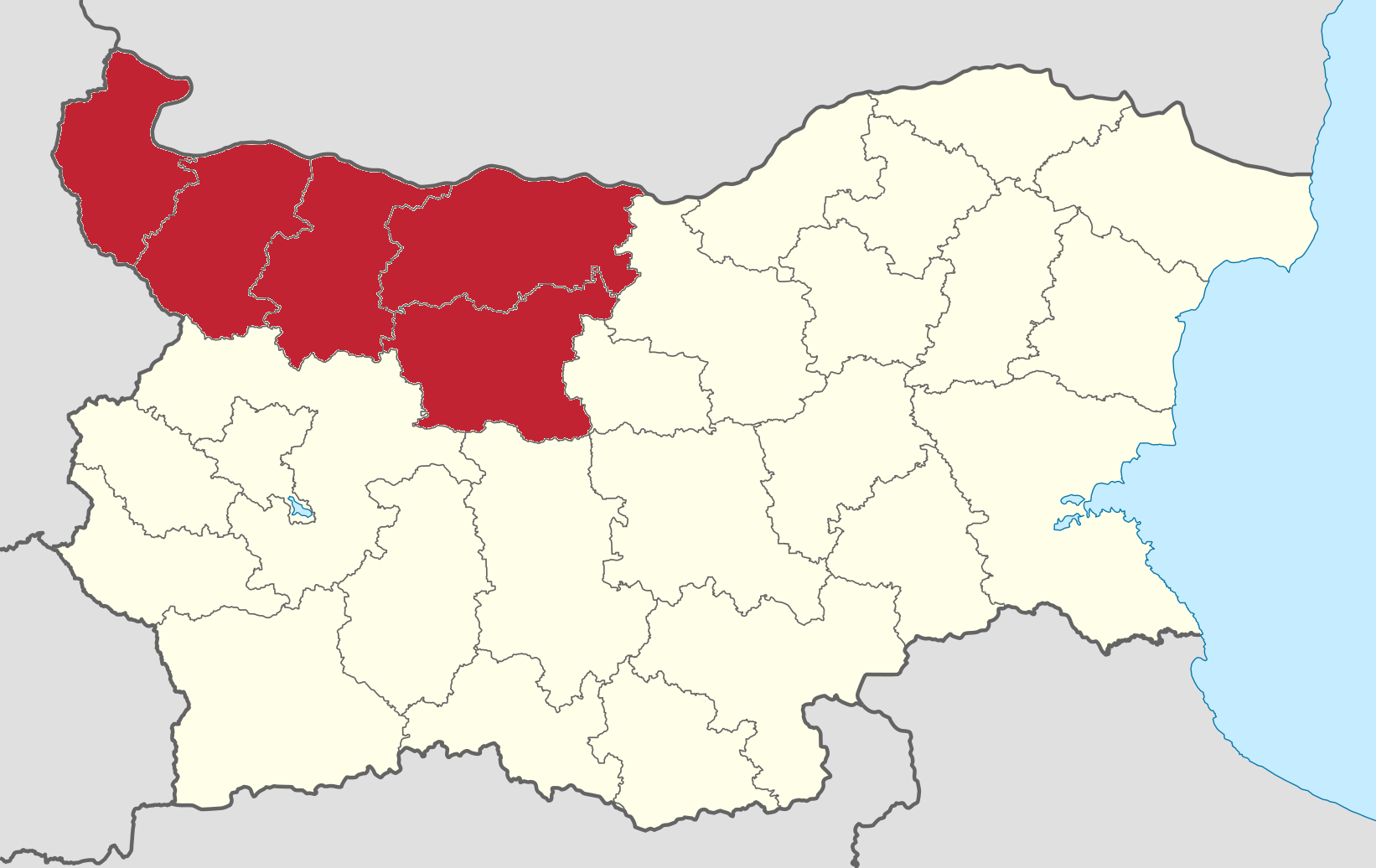
Lage in Bulgarien

Sewerosapaden (bulgarisch Северозападен, Deutsch: Nordwest) ist eine der sechs Planungsregionen in Bulgarien auf der Ebene NUTS 2. Wie andere Entwicklungsregionen hat sie keine Verwaltungsbefugnisse. Ihre Hauptaufgabe ist die Koordinierung regionaler Entwicklungsprojekte und die Verwaltung von EU-Mitteln. Das Planungszentrum der Region liegt in der Stadt Plewen.

## Geografie
Die Region besteht aus folgenden fünf Oblasten:
- Oblast Widin
- Oblast Wraza
- Oblast Montana
- Oblast Lowetsch
- Oblast Plewen

## Demografie
Die Einwohnerzahl lag im Jahr 2020 bei 728.157 Personen auf ca. 19.070,3 km².

## Wirtschaft
Im Jahr 2018 lag das regionale Bruttoinlandsprodukt je Einwohner, ausgedrückt in Kaufkraftstandards, bei 34 % des Durchschnitts der EU-27. Laut Eurostat ist Sewerosapaden damit die ärmste Region in der EU und gehört auch  zu den europäischen Regionen mit der niedrigsten Lebenserwartung, denn die Bulgaren aus der Region Sewerosapaden werden voraussichtlich nur knapp 73 Jahre alt.